# Oratorio de San Felipe Neri (Sevilla)

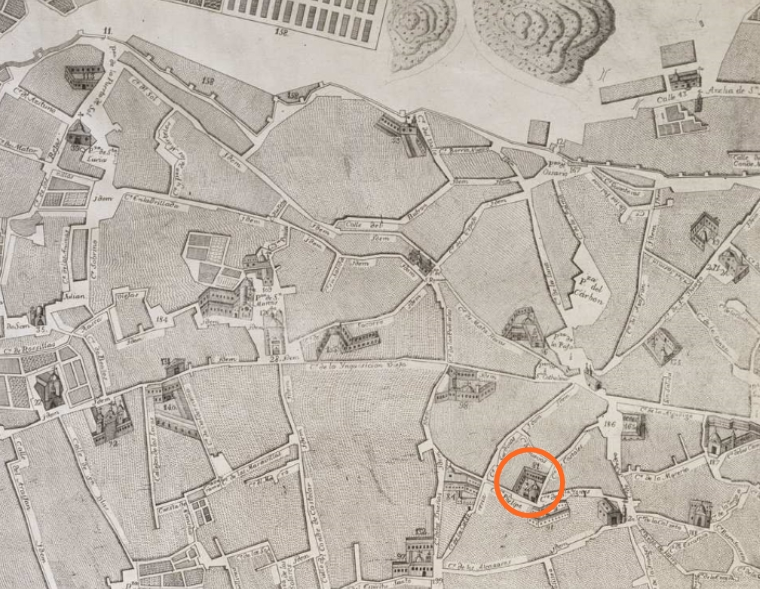
Oratorio de San Felipe Neri (señalado en naranja). Plano de Sevilla del asistente Pablo de Olavide de 1771.

El Oratorio de San Felipe Neri de Sevilla (Andalucía, España) fue fundado en 1698. Fue cerrado en 1868 y derribado posteriormente.

## Historia
El arzobispo Jaime de Palafox y Cardona, que había visitado los oratorios filipenses de Valencia y Palermo, solicitó a los miembros del Oratorio de San Felipe de Granada que fundasen otro en Sevilla. De Granada vinieron los sacerdotes Navascués Pérez y Félix de Rivera y Arroyal. El oratorio se situó en 1698 en unas casas donadas por Josefa Antonia de Alverro en la calle Costales, collación de Santa Catalina. La casa y la capilla fueron bautizadas como de María Santísima de los Dolores. En 1699 el oratorio fue confirmado mediante una bula de Inocencio XII. Posteriormente, Palafox compró otra casa continua para ampliar el oratorio.
Juan Rodríguez de los Ríos, secretario del rey y administrador de la renta de la sal, fue a vivir a Sevilla y se hizo afecto al oratorio. Rodríguez costeó con 17 400 reales la construcción de una capilla mayor, que se efectuó entre 1709 y 1711. Rodríguez falleció en 1710 dejando parte de su herencia a esta congregación. Con ella, la congregación compró unas casas en la calle Sardinas (actual calle Gerona), a la que se trasladaron trece sacerdotes de la misma.
El jesuita Teodomiro Ignacio Díaz la Vega ingresó en la congregación del oratorio en 1757. Tras la supresión de los jesuitas en 1767, muchos de los que realizaban ejercicios espirituales de san Ignacio de Loyola (fundador de los jesuitas en el siglo XVI) pasaron a realizar otros en este oratorio. Díaz de la Vega contribuyó a la realización de una casa de ejercicios espirituales junto al oratorio, que se construyó entre 1781 y 1783. Para que tuviera un carácter de casa de ejercicios oficial de la diócesis, pidieron el patronato de la Corona y Carlos IV se lo otorgó en 1791, pasando a ser la Real Casa de Ejercicios. Era habitual que realizasen ejercicios espirituales en esta casa quienes se preparaban para el sacerdocio, como fue el caso de José María Blanco White.
A comienzos del siglo XIX había cuatro sacerdotes a cargo del oratorio (el prepósito Gabriel de Castañeda, Lucas de Tomás y Asensio, Rafael del Rey y Joaquín García) y varios coadjutores. En 1810, con la invasión francesa, la congregación fue suprimida y sus bienes confiscados. Los clérigos lograron ocultaron varios bienes de especial valor y Rafael del Rey los llevó a Cádiz para librarlos del expolio. Para evitar que el edificio fuese reutilizado con fines no religiosos, el arzobispo interino Francisco Javier Cienfuegos Jovellanos solicitó a las autoridades francesas que el edificio fuera destinado a sede del seminario diocesano, lo que le fue concedido. Con la expulsión de los franceses de la ciudad en 1812 regresó la congregación. Lucas de Tomás y Asensio consiguió una renta de 20 000 reales anuales para reparar los destrozos de la invasión.
El oratorio fue desamortizado en 1835. No obstante, pudo evitarse su venta porque el cardenal Cienfuegos logró que fuera usado como Casa de Corrigendos (prisión especial para clérigos). El arzobispo Judas José Romo colaboró en la refundación del oratorio a partir de 1848. La firma del concordato con la Santa Sede de 1851 supuso la entrega a los filipenses de todos los lugares de España en donde se encontraban.
En 1854 la Junta Popular Revolucionaria suprimió de nuevo el oratorio y utilizó el recinto como cuartel de la milicia urbana. Tras este periodo, el oratorio volvió a constituirse y se creó una rama filipense femenina que tuvo varias sedes, hasta que se instaló en el convento de Santa Isabel. El prepósito del oratorio, José María Alonso y Elena, fue sacerdote de la familia del duque de Montpensier, que se encontraba residiendo en el palacio de San Telmo.

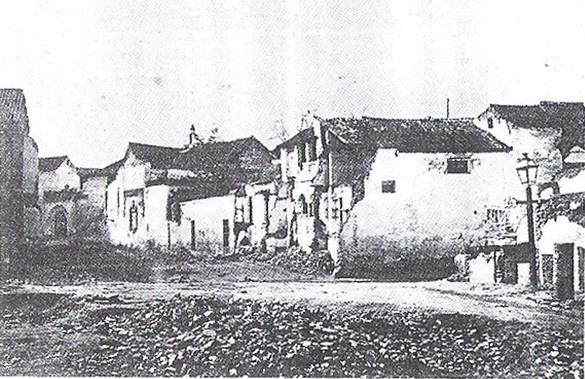
Derribo del Oratorio de San Felipe Neri. Sevilla. 1868.

En 1875, mientras santa Ángela de la Cruz iba por la calle Enladrillada rezando el rosario, se le apareció la Virgen María. Según su descripción, se parecía a la Virgen del Buen Consejo que había en este oratorio.
El oratorio fue suprimido de forma definitiva en la Revolución de 1868. Este edificio fue derruido posteriormente.

## Comunidad filipense
En 1877 la comunidad se constituyó de nuevo, en unas casas de la calle Toqueros (actual calle Conde de Ibarra). El arzobispo Lluch y Garriga les cedió la iglesia del antiguo convento de San Alberto en 1877. En 1879 trasladaron sus residencias de la calle Toqueros a la calle Fabiola.
El arzobispo Sanz y Forés, con autorización del papa León XIII, les dio la propiedad de la iglesia de San Alberto en 1863. En 1916 compraron una casa junto a la iglesia de San Isidoro, que se comunicaba con la iglesia. En 1944 compraron el convento de San Alberto al cual, tras unas obras de restauración, se trasladaron en 1982.
En la actualidad, los filipenses de Sevilla están en las iglesias de San Alberto, de San Felipe Neri y de San José y Santa María.

## Obras de arte del edificio
El edificio albergaba diversas obras que fueron a parar a otros lugares:
- C. 1650. San Pedro orando. Francisco de Zurbarán. Bilbao. Colección particular.
- Siglo XVII. Busto de Ecce Homo. Atribuido a Pedro Roldán. Convento de San Alberto. Sevilla.
- Siglo XVII. Busto de la Virgen de los Dolores. Atribuido a Pedro Roldán. Convento de San Alberto. Sevilla.
- 1711. Retablo mayor. Jerónimo Balbás. Iglesia de San Antonio de Padua. Sevilla. Estuvo en el oratorio hasta que fue sustituido por otro en 1829.[12]
- 1711. Escultura de Santa María Magdalena. Pedro Duque Cornejo. Iglesia del convento de San Alberto. Sevilla.
- 1711. Escultura de Santa Rosalía. Pedro Duque Cornejo. Iglesia del convento del convento de San Alberto. Sevilla.
- 1711. Escultura de San Felipe Neri. Pedro Duque Cornejo. Iglesia de Santa Isabel. Sevilla.
- C. 1740. San Ignacio en la cueva de Manresa. Domingo Martínez. Convento de Santa Isabel. Sevilla.
- C. 1770. Panel cerámico de Cristo con la cruz a cuestas. Atribuido a José de las Casas. Museo de Bellas Artes de Sevilla.
- C. 1770. Aprobación de las Constituciones del Oratorio de San Felipe Neri. Lorenzo Quirós. Iglesia de San Alberto. Sevilla.
- 1771. Rejería. Juan Márquez y P. Reinoso. Iglesia del convento de Santa Ana. Sevilla.
- 1791. Cristo del Perdón. Ángel de la Iglesia. Iglesia del convento de San Alberto. Sevilla.
- Siglo XVIII. Escultura de la Transberveración de santa Teresa de Jesús. Atribuida a Cristóbal Ramos. Iglesia de San Alberto. Sevilla.
- Siglo XVIII. Cuadro de la Asunción de la Virgen. Convento de San Alberto. Sevilla.
- Siglo XVIII. Cuadro del Venerable padre Tarugi. Cristóbal de León. Convento de San Alberto. Sevilla.